# 420
420 је била преступна година.

## Догађаји
- Франци прелазе Рајну и нападају Северну Галију. У Италији је војска спремна за кампању са Кастином као војсковођом.
- Римска војска под командом Мауросела претрпела је пораз код Браге у Галецији.
- Персијски краљ Јездегерд I умире након 21-годишње владавине, а наследио га је његов син Бахрам V, који постаје краљ Персијског царства.
- Авда, епископ града Сузе, оптужен је да је спалио један од храмова Ахура Мазде, и након што је одбио да га обнови, погубљен је по наређењу шаха Јездегерда I.
- 10. јул – У Кини се завршава влаавине династија Ђин. Лиу Ју (цар Ву од Лиу Сонга) постаје први владар династије Лиу Сонг. Нањинг је враћен као главни град северне Кине.
- Гуисин постаје краљ корејског краљевства Баекје.
- Царство Гупта достиже свој врхунац територијалног обима под Чандрагуптом и његовим сином Кумарагуптом.

## Смрти
- 21. јануар — Јездегерд I, краљ Сасанидског царства.
- 26. фебруар – Свети Порфирије, епископ Газе (Палестина).
- 30. септембар — Јероним Стридонски, римски теолог и преводилац Библије.
- Свети Авда, епископ сузански (ирански).
- Ли Ксин, војвода кинеске државе Западни Лианг.
- Павле Оросије, хришћански историчар и теолог.
- Пелагије, британски монах.

### Децембар
- Википедија:Непознат датум — Свети Никита — хришћански светитељ и епископ ремесијански.